# Maarten Vergote
Maarten Vergote (21 oktober 1973) is een Belgische voormalige atleet, die zich had toegelegd op de 3000 m steeple. Hij veroverde zeven Belgische titels.

## Biografie
Vergote werd tussen 1996 en 2002 zevenmaal opeenvolgend Belgisch kampioen op de 3000 m steeple. Hij was aangesloten bij Atletiek Zuid-West en stapte begin 1999 over naar Amicale Sportive Rieme.

## Belgische kampioenschappen
| Onderdeel      | Jaar                                     |
| -------------- | ---------------------------------------- |
| 3000 m steeple | 1996, 1997, 1998, 1999, 2000, 2001, 2002 |

## Persoonlijk record
Outdoor
| Onderdeel      | Prestatie | Datum            | Plaats |
| -------------- | --------- | ---------------- | ------ |
| 3000 m steeple | 8.40,45   | 17 augustus 2001 | Jambes |

## Palmares
3000 m steeple
- 1996:  BK AC - 8.48,26
- 1997:  BK AC - 8.56,69
- 1998:  BK AC - 8.58,74
- 1999:  BK AC - 8.57,08
- 2000:  BK AC - 8.49,27
- 2001:  BK AC - 8.55,69
- 2002:  BK AC - 8.42,20